# Arkadiusz Nowinowski
Arkadiusz Nowinowski (ur. 10 września 1977) – polski szablista, srebrny medalista mistrzostw świata.
Podczas mistrzostw świata w Seulu w 1999 roku Polacy w składzie: Marcin Sobala, Norbert Jaskot, Rafał Sznajder i Arkadiusz Nowinowski zdobyli srebrny medal w turnieju drużynowym. Był też między innymi czwarty w tej konkurencji na mistrzostwach świata w Lizbonie w 2002 roku.
Na mistrzostwach Europy w Bourges w 2003 roku zdobył drużynowo brązowy medal.
Nigdy nie wziął udziału w igrzyskach olimpijskich.